# Björn Halldén

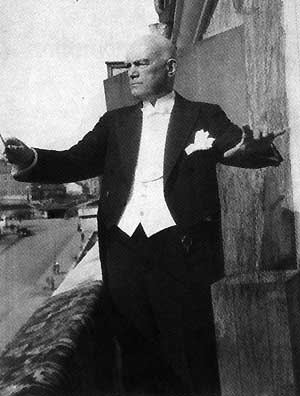
"Nalle" Halldén med höjd taktpinne.

Björn Gustaf "Nalle" Halldén, född den 2 augusti 1862 i Vimmerby, död den 15 oktober 1935 i Stockholm, var en svensk kompositör, sångtextförfattare och kapellmästare.

## Biografi
Halldén var i grunden skolad på piano. Han blev student 1881 och studerade till organist vid Musikaliska akademien 1885-1887.
Redan under sin studietid debuterade Halldén som teaterkapellmästare i landsorten 1886, och var därefter anställd hos Anna Norrie och vid Vasateatern i Stockholm 1888. Därefter var han bland annat vid Stora Teatern i Göteborg, Djurgårdsteatern, Svenska Teatern, Arenateatern, Folkteatern i Göteborg och Södra Teatern i Stockholm. Åren 1900–1909 ledde han Dramatiska Teaterns orkester.
Halldén engagerades 1917 av Ernst Rolf till dennes kabaré och hjälpte 1919 Karl Gerhard när denne debuterade som kuplettsångare. Han var med när jazzmusiken introducerades i Sverige och var en av dem som öppnade dörren för afroamerikanska musiker i slutet på 1910-talet. Halldén var också verksam som översättare av operetter, lustspel och komedier.
Halldén var gift första gången 1898–1905 med danskan Emma Jacobsen, andra gången 1905–1915 med skådespelerskan och skulptrisen Märta Halldén och tredje gången från 1923 med sångtextförfattarinnan Anita Halldén.

## Filmografi
Enligt Svensk Filmdatabas:
- 1921 – Körkarlen
- 1921 – Blad ur Satans bok
- 1927 – Hans engelska fru
- 1928 – Svarte Rudolf
- 1932 – En stulen vals

## Översättningar (ej komplett)
- Äkta makar (Kjærlighet og venskap) av Peter Egge, (otryckt översättning för Lilla teatern 1911)
- Hockenjos staty (Hockenjos oder Die Lügenkomödie) av Jakob Wassermann, (otryckt översättning för Lilla teatern 1912)
- Paulines bröllopsafton av Verner Nielsen, (otryckt översättning för Lilla teatern 1912)